# Geraldine Singer
Geraldine Singer (* 17. September 1948 in New Orleans) ist eine US-amerikanische Schauspielerin.

## Leben
Geraldine Singer studierte Schauspiel an der Tulane University und war als Theater-Schauspielerin tätig. Seit 2000 ist sie regelmäßig in Film und Fernsehen zu sehen, häufig in Nebenrollen. So spielte sie eine Ordensschwester im Horrorfilm Darlin’ (2019), die Mutter „Dawn“ im Drama Blue Bayou (2021) oder die Hexe „Millie Mayfair“ in der Fantasy-Horror-Serie Mayfair Witches (2023).

## Filmografie (Auswahl)
- 2003: Practice – Die Anwälte (The Practice, Fernsehserie, 2 Folgen)
- 2005: Desperate Housewives (Fernsehserie, eine Folge)
- 2011: The Ledge – Am Abgrund (The Ledge)
- 2012: 21 Jump Street
- 2014: Devil’s Due – Teufelsbrut (Devil’s Due)
- 2016: Elvis & Nixon
- 2017: Get Out
- 2017: Genauso anders wie ich (Same Kind of Different as Me)
- 2017: Mudbound
- 2018: Green Book – Eine besondere Freundschaft (Green Book)
- 2019: Darlin’
- 2019: The Purge (Fernsehserie, 3 Folgen)
- 2020: One Girl Army (Army of One)
- 2021: Blue Bayou
- 2021: The Cathedral
- 2023: Mayfair Witches (Fernsehserie, 4 Folgen)